# العلاقات الهندية البالاوية
العلاقات الهندية البالاوية هي العلاقات الثنائية التي تجمع بين الهند وبالاو.

## مقارنة بين البلدين
هذه مقارنة عامة ومرجعية للدولتين:
| وجه المقارنة                                              | الهند                       | بالاو                         |
| --------------------------------------------------------- | --------------------------- | ----------------------------- |
| المساحة (كم2)                                             | 3.29 مليون                  | 465                           |
| عدد السكان (نسمة)                                         | 1.35 مليار                  | 21.73 ألف                     |
| الكثافة السكانية (ن./كم²)                                 | 410.33                      | 4.67 ألف                      |
| العاصمة                                                   | نيودلهي                     | نغيرولمود، كورور              |
| اللغة الرسمية                                             | اللغة الهندية، لغة إنجليزية | لغة إنجليزية، اللغة البالاوية |
| العملة                                                    | روبية هندية                 | دولار أمريكي                  |
| الناتج المحلي الإجمالي (بليون دولار)                      | 2.60 تريليون                | 291.54 مليون                  |
| الناتج المحلي الإجمالي (تعادل القوة الشرائية) بليون دولار | 8.00 تريليون                | 326.12 مليون                  |
| الناتج المحلي الإجمالي الاسمي للفرد دولار أمريكي          | 1.60 ألف                    | 13.50 ألف                     |
| الناتج المحلي الإجمالي للفرد دولار أمريكي                 | 5.70 ألف                    | 14.76 ألف                     |
| مؤشر التنمية البشرية                                      | 0.609                       | 0.780                         |
| رمز المكالمات الدولي                                      | +91                         | +680                          |
| رمز الإنترنت                                              | .in، .भारत ‏، .بھارت ‏،        | .pw                           |
| المنطقة الزمنية                                           | ت ع م+05:30، توقيت الهند    | ت ع م+09:00                   |

## منظمات دولية مشتركة
يشترك البلدان في عضوية مجموعة من المنظمات الدولية، منها:
| علم المنظمة | اسم المنظمة                        | تاريخ انضمام الهند | تاريخ انضمام بالاو |
| ----------- | ---------------------------------- | ------------------ | ------------------ |
|             | مؤسسة التنمية الدولية              | 24 سبتمبر 1960     | 16 ديسمبر 1997     |
|             | الأمم المتحدة                      | 30 أكتوبر 1945     | 15 ديسمبر 1994     |
|             | البنك الدولي للإنشاء والتعمير      | 27 ديسمبر 1945     | 16 ديسمبر 1997     |
|             | بنك التنمية الآسيوي                | 1966               | 2003               |
|             | منظمة حظر الأسلحة الكيميائية       | ?                  | ?                  |
|             | مؤسسة التمويل الدولية              | 20 يوليو 1956      | 16 ديسمبر 1997     |
|             | وكالة ضمان الاستثمار متعدد الأطراف | 6 يناير 1994       | 16 ديسمبر 1997     |
|             | يونسكو                             | 4 نوفمبر 1946      | 20 سبتمبر 1999     |

## وصلات خارجية
- موقع وزارة الخارجية الهندية